# Jojo et Jimmy
Jojo et Jimmy (néerlandais : Sjors en Sjimmie) est une série de bande dessinée néerlandaise pour la jeunesse créée par Frans Piët en 1938 sous le nom Sjors. C'est « l'un des principaux classiques de la bande dessinée néerlandaise ».
Sjors est un petit garçon rusé qui vit diverses aventures, d'abord dans son quartier, puis à travers le monde. C'est la version néerlandaise de Perry Winkle, personnage du comic strip américain de Martin Branner Winnie Winkle connu en français sous le nom de Bicot et qui apparaissait régulièrement dans les pages dominicales du strip jusqu'à ce qu'au début des années 1930 Branner les recentre sur Winnie, ce qui a conduit à des adaptations locales dans plusieurs pays d'Europe. 
Après la Seconde Guerre mondiale, la série est renommée Sjors van de Rebellenclub, tandis que différents auteurs relayent Piët. En 1949, Sjimmie, un petit garçon noir, est introduit dans la série ; il devient rapidement le compagnon inséparable de Sjors, et la série est renommée Sjors en Sjimmie en 1969.
Les traductions françaises de la série publiées à partir des années 1950 utilisent dès le début le nom Jojo et Jimmy, des aventures inédites de Bicot étant également publiées à la même époque.
En 1969, la série est reprise par Jan Kruis après que Frans Piët est pris sa retraite. Il décide de moderniser l'histoire, notamment en remodelant le personnage de Sjimmie pour retirer le stéréotype Africain qu'il incarnait. En effet, il passe d'un garçon idiot et peureux à un garçon beaucoup plus intelligent et courageux. De même, son physique a été modifié pour le rendre moins offensent. Jan Steeman reprend ensuite le flambeau avec un groupe de scénaristes en ajoutant dans l'histoire, des éléments de sciences-fictions et de fantaisie. En 1975, Robert van der Kroft prend la succession en tant que dessinateur pour le journal Eppo. Dans un premier temps les histoires étaient scénarisées par Patty Klein qui a ensuite été remplacé par le duo composé de Wilbert Plijnaar et Jan van Die en 1977.